# Eleocharis laeviglumis
Eleocharis laeviglumis là loài thực vật có hoa trong họ Cói. Loài này được R.Trevis. & Boldrini mô tả khoa học đầu tiên năm 2006.